# Douwe Juwes de Dowe
Douwe Juwes de Dowe was een kunstschilder uit de Nederlandse Gouden Eeuw.

## Biografie
Douwe werd geboren in Leeuwarden. Hij werd als schilder sterk beïnvloed door de Goudse glazenier Dirck Reiniersz. van Douwe. Hij werd bekend door zijn portretten, gemaakt in de periode 1623-1661.
- Biografisch Portaal: 08554165
- RKD-Nederlands Instituut voor Kunstgeschiedenis: 24071
- Union List of Artist Names: 500029236
- Virtual International Authority File: 95862151